# Lindita Metaliaj
Lindita Metaliaj (ur. 22 listopada 1977 w Lezhy) – deputowana do Zgromadzenia Albanii, związana politycznie z Demokratyczną Partią Albanii.

## Życiorys
Córka Ilira i Diellë. Ukończyła studia prawnicze na prywatnej uczelni Iustiniana w Tiranie. Po studiach pracowała na stanowisku sekretarza Sądu Okręgowego w Lezhy, a następnie wykonywała zawód komornika sądowego w Lezhy i w Szkodrze. W wyborach 2017 uzyskała mandat deputowanej do parlamentu z okręgu Lezhy. W 2021 została wybrana ponownie deputowaną. Zasiada w komisji bezpieczeństwa narodowego.
Jest mężatką (mąż Ismet Bajram Metaliaj).